# Formacja Chłopięca „Legitymacje”
Formacja Chłopięca „Legitymacje” – zespół instrumentalno-wokalny założony we Wrocławiu w 2003 roku.
Twórczość „Legitymacji” to proste, absurdalne piosenki wykonywane z użyciem zarówno pospolitego, jak i unikalnego instrumentarium. Występy formacji częściowo oparte na improwizacji wzbogacane są wizualnie przez prezentacje multimedialne oraz popisy taneczne i performance. Ich styl określany jest często przez nich samych jako „bajabongo”.

## Skład
Od początku jego istnienia zespół tworzą aktorzy wrocławskiego Teatru Muzycznego „Capitol”:
- Konrad Imiela – śpiew, gitara elektryczna, fisharmonia, gitara basowa, bęben afrykański, sampler
- Sambor Dudziński – śpiew, didgeridoo, berimbao, rapatajka i inne
- Cezary Studniak – śpiew, bęben afrykański, akordeon, syntezator

### Gościnna współpraca
- Paweł Kamiński – taniec
- Piotr Kamiński – taniec

## Dyskografia

### DVD
- Concert w Capitolu (2006)
- Wiatry z mózgu - Gala 26. Przeglądu Piosenki Aktorskiej (2008)